# Gmina Sława
Die Gmina Sława (deutsch Schlawa) ist eine Stadt-und-Land-Gemeinde im Powiat Wschowski der Woiwodschaft Lebus in Polen. Ihr Sitz ist die gleichnamige Stadt mit etwa 4300 Einwohnern.

## Geographie
Die Gemeinde liegt im historischen Niederschlesien und grenzt im Süden an die Woiwodschaft Niederschlesien. Die Stadt Głogów (Glogau) ist etwa 12 Kilometer entfernt. Zu den Gewässern gehören der größte See Schlesiens, der Jezioro Sławskie (Schlawaer See) und 13 weitere Seen sowie die Czernica (Obere Obra).

## Partnerschaft
- Luckau, Deutschland

## Gliederung

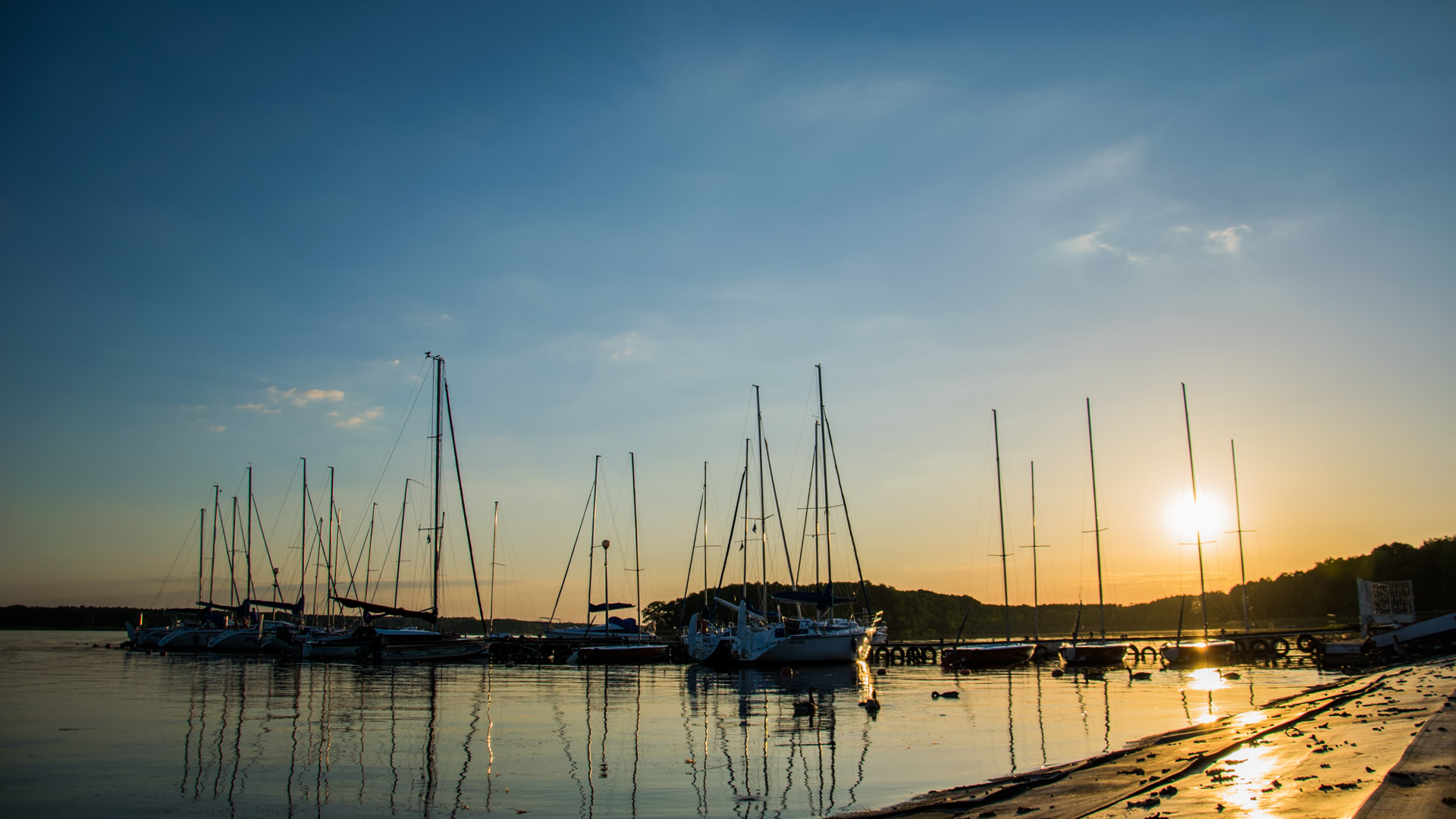
Jezioro Sławskie

Die Stadt-und-Land-Gemeinde (gmina miejska wiejska) Sława umfasst ein Gebiet von etwa 327 km². Dazu gehören folgende Ortschaften:
- Bagno (Bruchdorf), 225 Einwohner
- Ciosaniec (Schussenze, 1937–1945 Ostlinde), 639 Einwohner
- Droniki (1937–1945 Fleißwiese), 160 Einwohner
- Gola (Goile, 1936–1945 Rodenheide), 241 Einwohner
- Krążkowo (Alt Kranz), 514 Einwohner
- Krępina (Krempine, 1936–1945 Neuacker), 13 Einwohner
- Krzepielów (Tschepplau, 1936–1945 Langemark), 700 Einwohner
- Krzydłowiczki (Bergvorwerk), 148 Einwohner
- Kuźnica Głogowska (Hammer), 209 Einwohner
- Lipinki (Linden), 657 Einwohner
- Lubiatów (Aufzug), 109 Einwohner
- Lubogoszcz (Laubegast), 354 Einwohner
- Łupice (Lupitze, 1937–1945 Ostweide), 765 Einwohner
- Nowe Strącze (Neu Strunz), 115 Einwohner
- Przybyszów (Pürschkau), 437 Einwohner
- Przydroże (Ingersleben), 24 Einwohner
- Radzyń, (Rädchen), 304 Einwohner
- Spokojna, (Friedendorf), 169 Einwohner
- Sława (Schlawa, 1937–1945 Schlesiersee)
- Stare Strącze (Alt Strunz, 1937–1945 Deutscheck) 1.284 Einwohner
- Szreniawa (Schenawe, 1937–1945 Schönforst) 172 Einwohner
- Śmieszkowo (Lache), 429 Einwohner
- Tarnów Jezierny (Tarnau, vor 1919 Polnisch Tarnau; 1937–1945 Tarnau am See) 112 Einwohner
- Wróblów (Sperlingswinkel), 206 Einwohner